# Shimron Hetmyer
Shimron Odilon Hetmyer (* 26. Dezember 1996 in Cumberland, Guyana) ist ein Cricketspieler aus Guyana, der seit 2017 für das West Indies Cricket Team spielt.

## Kindheit und Ausbildung
Bei der ICC U19-Cricket-Weltmeisterschaft 2016 war er Kapitän des west-indischen Teams, das dort erstmals den Titel holte.

## Aktive Karriere

### Anfänge in der Nationalmannschaft
Sein Debüt in der Nationalmannschaft gab er im April 2017 bei der Test-Serie gegen Pakistan. Bei der Tour in Neuseeland im Dezember 2017 absolvierte er auch sein ODI- und Twenty20-Debüt und konnte im ersten Test der Tour mit 66 Runs sein erstes Half-Century erreichen. Beim ICC Cricket World Cup Qualifier 2018 im März 2018 konnte er gegen die Vereinigten Arabischen Emirate sein erstes Century über 127 Runs aus 93 Bällen erzielen. Im Juli 2018, bei der Tour gegen Bangladesch, erzielte er im zweiten Test ein Fifty über 86 Runs. In der folgenden ODI-Serie konnte er dann zunächst ein Half-Century über 52 Runs erreichen, bevor er im zweiten Spiel ein Century über 125 Runs aus 93 Bällen erzielte und dafür als Spieler des Spiels ausgezeichnet wurde.
Die Saison 2018/19 begann mit einer Tour in Indien, bei der er in  der ODI-Serie ein Century über 106 Runs aus 78 Bällen und ein Fifty über 94 runs erreichte. Daraufhin erzielte er ein Half-Century über 93 Runs in der Test-Serie in Bangladesch. Im neuen Jahr kam England in die West Indies und er erzielte ein Fifty über 81 Runs im ersten Test und ein Century über 104 Runs aus 83 Bällen im zweiten ODI. Im Sommer 2019 wurde er für den Cricket World Cup 2019 nominiert. Hier erreichte er gegen Bangladesch (50 Runs) und Neuseeland (54 Runs) jeweils ein Half-Century erzielen.

### Konzentration auf die kurzen Formate
Im Dezember 2019 erzielte er ein Fifty über 56 Runs in den Twenty20s und ein Century über 139 Runs aus 106 Bällen in den ODIs bei der Tour in Indien. Vor der Tour in Sri Lanka im Februar 2020 konnte er einen Fitnesstest nicht bestehen und wurde aus dem Team gestrichen. Auch verzichtete er nach dem Ausbruch der COVID-19-Pandemie auf die erste Tour im Sommer in England. In der Folge spielte er vorwiegend Twenty20-Cricket. So erreichte er im November 2020 bei der Indian Premier League 2020 mit den Delhi Capitals das Finale. Im Mai 2021 verlor er seinen Vertrag mit den West Indies. Dennoch erhielt er weiterhin Nominierungen für das Team. Gegen Australien erreichte er im Juli 2021 ein Fifty über 61 Runs im zweiten Twenty20. Beim ICC Men’s T20 World Cup 2021 gelang ihm ein Fifty über 81* Runs gegen Sri Lanka. Im August 2022 erzielte er gegen Indien ein Half-Century über 56 Runs im fünften Twenty20.